# 20 février dans les chemins de fer
20 janvier 20 mars
Chronologies thématiques
- Croisades
- Sports
- Disney

Cette page concerne les événements qui se sont déroulés un 20 février dans les chemins de fer.

## Événements

### XIXesiècle
- 1898. Suisse : création des chemins de fer fédéraux suisses (CFF). Ils furent institués par une loi, approuvée par une votation populaire, qui étatisait les cinq grandes compagnies :
  - Chemin de fer du Nord-Est (NOB),
  - Compagnie du central Suisse (SCB),
  - Chemin de fer de l'Union suisse VSB),
  - Jura-simplon (JS),
  - Compagnie du Saint-Gothard.

### XXesiècle
- 1970 : Inauguration de la nouvelle gare de La Défense.